# Cantó de Pèira Horada
El cantó de Pèira Horada és un cantó francès del departament de les Landes, situat al districte de Dacs. Té 13 municipis i el cap és Pèira Horada.

## Municipis
- Belús
- Caunelha
- Hastings
- Ueire Gave
- Orist
- Òrta Vièla
- Pei
- Pèira Horada
- Port-de-Lanne
- Sent Cric deu Gave
- Sent Estiene
- Sent Lon
- Sòrda l'Abadia

## Història
| Data d'elecció                           | Identitat          | Partit | Qualitat |
| ---------------------------------------- | ------------------ | ------ | -------- |
| 1979-2004                                | Alain Siberchicot  | PS     |          |
| 2004-                                    | Isabelle Cailleton | PS     |          |
| les dades anteriors no són pas conegudes |                    |        |          |
|                                          |                    |        |          |

## Demografia
| 1962  | 1968  | 1975  | 1982  | 1990  | 1999  | 2006   |
| ----- | ----- | ----- | ----- | ----- | ----- | ------ |
| 8.661 | 9.059 | 9.177 | 9.441 | 9.526 | 9.566 | 11.378 |